# Denhamia obscura
Denhamia obscura är en benvedsväxtart som först beskrevs av Achille Richard, och fick sitt nu gällande namn av Meissn. Denhamia obscura ingår i släktet Denhamia och familjen Celastraceae. Inga underarter finns listade.